# Albert Gisclard
Pour les articles homonymes, voir Gisclard.
Albert Victor Hippolyte Léon Gisclard (né à Nîmes, Gard, le 13 juillet 1844 et mort à Sauto, Pyrénées-Orientales, le 31 octobre 1909) est un polytechnicien français concepteur d'un système de pont suspendu.

## Biographie
Élève de l'École polytechnique en 1862, il devient ensuite capitaine dans le Génie militaire, et réalise de nombreux ponts suspendus. Il quitte l'armée en 1897, pour se consacrer à l'élaboration de nouveaux types de ponts suspendus.
Il décède tragiquement le dimanche 31 octobre 1909, lors de l'accident d'un train d'essai de la ligne de la Cerdagne, près du pont de Cassagne qu'il a construit.

## Les ponts Gisclard
Le commandant Gisclard dépose en 1900 un brevet de pont suspendu à câble, avec un système particulier de haubanage du tablier. Pour la réalisation de ces ouvrages, il s'associera avec les établissements Ferdinand Arnodin.

## Liste des ouvrages

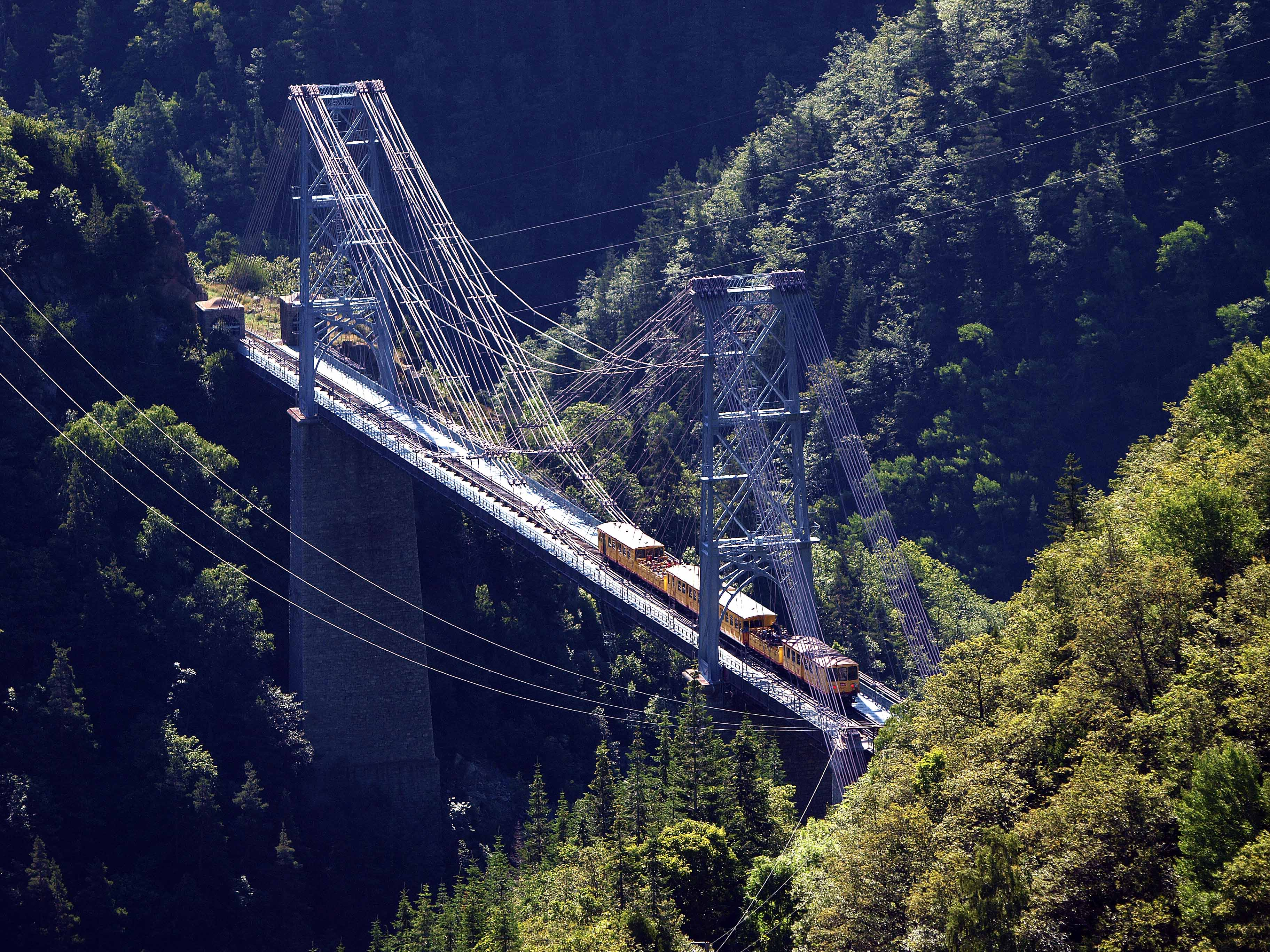
Viaduc de La Cassagne, sur la ligne de Cerdagne.

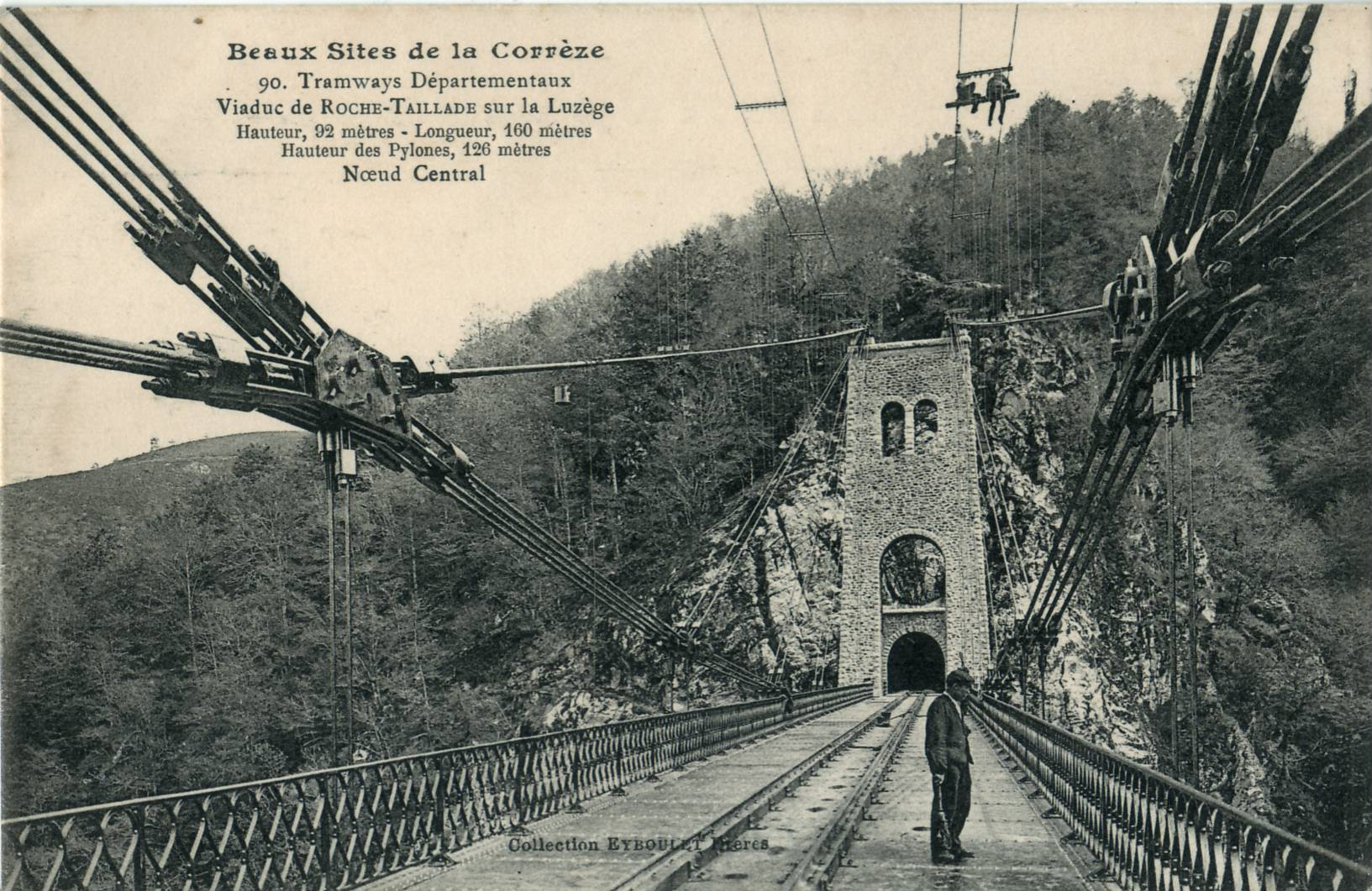
Le « nœud central » des suspensions du viaduc des Rochers Noirs.

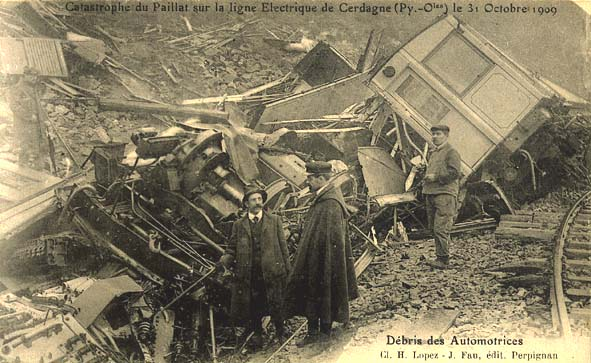
Accident du Paillat, le 31 octobre 1909

- Passerelle Marguerite[2], pont situé à La Foa (Nouvelle-Calédonie).
- Pont de Bourret (Tarn-et-Garonne), ligne Montauban -Verdun-sur-Garonne des tramways de Tarn-et-Garonne.
- Pont de Très-Cassès, Castelsarrasin (Tarn-et-Garonne), ligne Castelsarrasin- Lavit des tramways de Tarn-et-Garonne.
- Pont de Cassagne, Cerdagne (Pyrénées-Orientales).
- Ponts divers au Maroc.

| Viaduc des Rochers Noirs  |
| Viaduc des Rochers Noirs. |

| Pont suspendu de Bourret sur la Garonne. |
| Pont suspendu de Bourret sur la Garonne. |

| Pont de La Cassagne |
| Pont de La Cassagne |

Après le décès de Albert Gisclard, le système a été appliqué aux ouvrages suivants : 
- le viaduc des Rochers Noirs ou de Roche-Taillade (Corrèze), ligne des Tramways de la Corrèze ;
- 15 ponts reconstruits durant le conflit de 14-18, sur les vallées de l'Oise, de la Marne, de l'Aisne et de la Meuse ;
- le pont de Lézardrieux sur le Trieux en Bretagne.
- Pont du Port-à-l'Anglais à Alfortville

C'est Gaston  Leinekugel Le Cocq, gendre de Ferdinand Arnodin et ingénieur polytechnicien, qui supervisa la construction de ces ponts.
- le pont de Deir ez-Zor (Syrie) sur l'Euphrate.

## Souvenir
- Un monument a été érigé par le sculpteur Jean-André Rixens, près du pont de La Cassagne, lieu de décès d’Albert Gisclard.
- Il existe une rue Albert-Gisclard à Perpignan.
- Le pont de La Cassagne est également appelé « pont Gisclard ».

## Publications
- Albert Gisclard, Sur un nouveau type de ferme parabolique applicable à la construction de ponts métalliques à voie en dessus, Berger-Levrault (1891).
- Albert Gisclard, Dispositif funiculaire pour ponts de guerre ou de colonisation, Berger-Levrault (1896).
- Albert Gisclard, Ponts flottants articulés pour faciliter les opérations militaires le long des fleuves, Berger Levrault (1896).
- Albert Gisclard, Note sur un nouveau type de pont suspendu rigide, Vve C. Dunod (1899).
- Albert Gisclard, Note sur un nouveau type de pont suspendu rigide, p. 180-191, Annales des ponts et chaussées, 1899, 4e trimestre (lire en ligne).
- Albert Gisclard, Note sur un nouveau type de pont suspendu rigide, p. 297-355, Annales des ponts et chaussées, 1900, 3e trimestre (lire en ligne).
- Albert Gisclard, Nouveau type de pont suspendu rigide, p. 5-8, Le Génie civil, no 934, 5 mai 1900 (lire en ligne).